# أسطورة الظلال
أسطورة الطوطم هي الرواية رقم 71 من سلسلة ما وراء الطبيعة التي تصدرها المؤسسة العربية الحديثة ضمن روايات مصرية للجيب للكاتب أحمد خالد توفيق. تُعدُّ السلسلة أول سلسلة روايات عربية في أدب الرعب.
مقدمة
أسطورة الظلال ! كيف لم أحكها بعد؟ .. أعتقد أنها تناسب الجميع خاصة الأطفال، كما تحتوى موعظة أخلاقية بسيطة هي ألا تثق في الأشخاص الذين لا ظلال لهم. هي نصيحة قديمة قدم الرعب نفسه، لكننا ننساها دوماً .. الأسوأ ممن لا ظل لهم أولئك الذين يتصرف ظلهم بشكل منفصل .. يبدو أن السينما التعبيرية الألمانية قتلت هذا الموضوع بحثاً في أوائل القرن العشرين والأفلام الصامتة الكابوسية الباردة.
مرحباً بك في عالم الظلال وقوم الظلال وأساطير الظلال ..
مرحباً في صالون الدكتور ( رفعت إسماعيل ).

## مقتطفات من الكتاب
- “عندما تكون سعيدًا لا يضيرك أن تقضي عيد ميلادك في مقبرة أو خراب ينعق فيه البوم”
- “لماذا لا يقبل الناس فكرة الهلاوس ؟ .. يعتبرونها إهانة .. من الممكن أن تحتفظ بصفاء عقلك وذكائك، لكن حواسك تخدعك .. هذه ليست إهانة”
- “عندما يصدر الأسد أنينًا خافتًا كقط جريح .. فهذا يمزق قلبك فعلاً ..”

## أبطال الرواية
- د. رفعت إسماعيل عبد الحفيظ هي الشخصية الرئيسية في سلسلة ما وراء الطبيعة للكاتب المصري أحمد خالد توفيق. طبيب أعزب في السبعينات من عمره يروي ذكرياته عن سلسلة من الأحداث الخارقة للطبيعة التي تعرض لها في حياته، أو يروي تجارب أخرى عُرضت عليه بسبب الشهرة التي حققها في مجال الخوارق بعد نشر أخبار عن مغامراته في مجلات أمريكية، وحلوله ضيفاً دائماً على برنامج إذاعي مصري يحمل اسم بعد منتصف الليل.

## روابط خارجية
- سلسلة ما وراء الطبيعة.
- آراء القراء حول رواية أسطورة الغرباء على موقع أبجد
- لمعرفة المزيد من التفاصيل والآراء حول الموضوع راجع منتدى شبكة روايات التفاعلية[3]
- الموقع الرسمي للمؤسسة العربية الحديثة
- صفحة د.أحمد خالد توفيق على موقع دار ليلى للنشر.
- مقالات الكاتب بجريدة التحرير.
- مقالات الكاتب بمجلة إضاءات
- مقالات الكاتب بجريدة اليوم الجديد
- قصص مسلسلة للكاتب في موقع بص وطل
- مقالات للكاتب في مجلة الشباب المصرية
- صفحة أحمد خالد توفيق على موقع جود ريدز
- صفحة أحمد خالد توفيق على موقع أبجد